# 八戸信用金庫

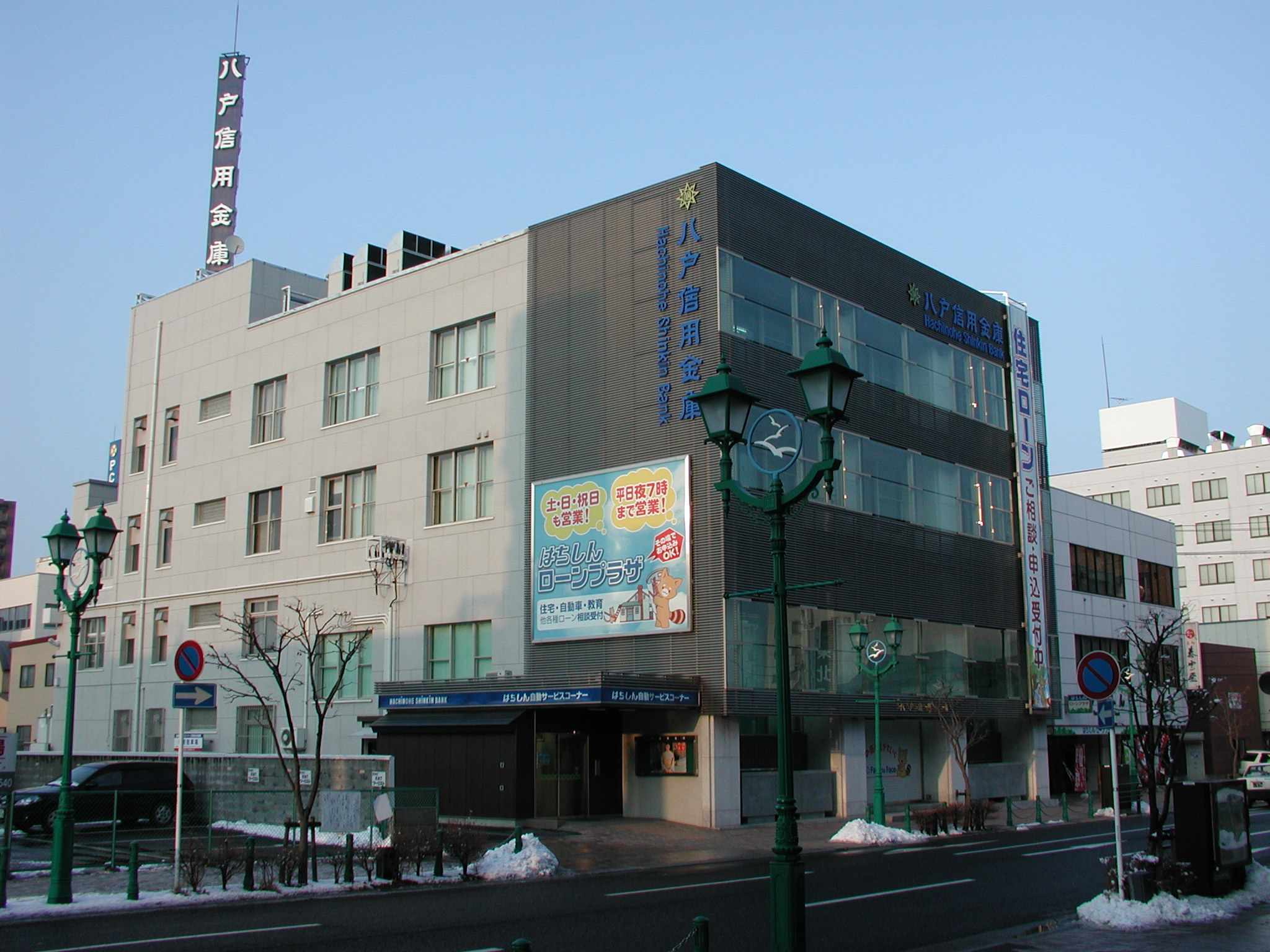
八戸信用金庫 本店

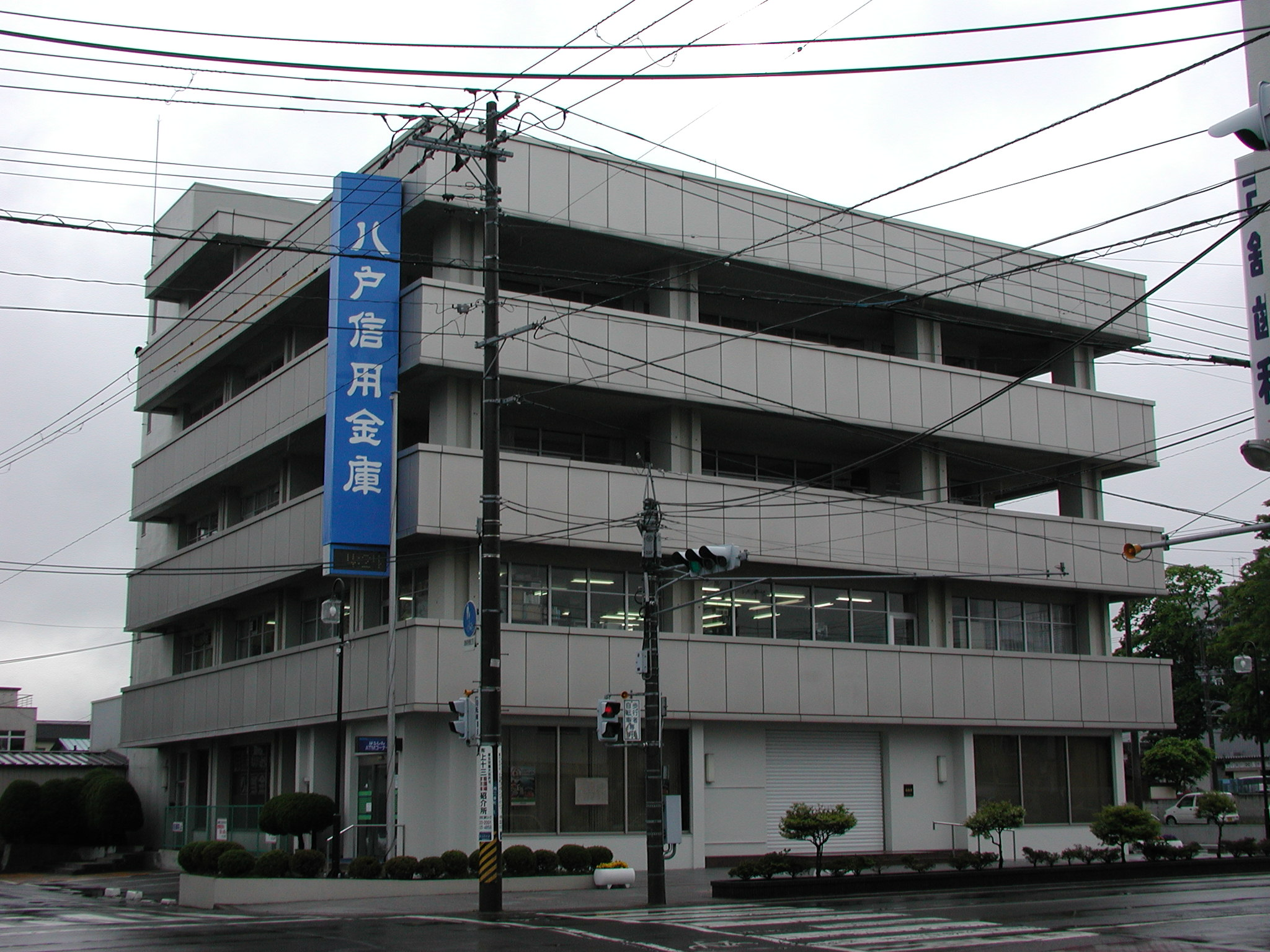
十和田営業部（旧：十和田信用金庫 本店）

八戸信用金庫（はちのへしんようきんこ）は、2009年11月まで存在し、青森県八戸市に本店を置いていた。当時県内かつ東北地方最大手の信用金庫。略称は「はちしん」。青い森信用金庫の前身金庫の一つである。このうち、旧：十和田信用金庫からの流れで上北郡おいらせ町と同郡六戸町の指定金融機関で、その他の市町は収納代理金融機関となっている。

## 概要
1922年12月に「八戸鍛冶町信用組合」として設立され、以後、八戸信用組合を経て、1951年10月に現在の名称となり、以来、八戸地域などにおいて水産事業を中心に支えられてきた。また、合併前の十和田信用金庫は1948年6月に「三本木町信用組合」として設立され、その後に三本木信用組合・三本木信用金庫を経て、1963年7月に十和田信用金庫となり、以来、上十三地域において農業や建設業並びに観光の各事業を中心に支えられてきた。両金庫とも設立から合併をせず、それぞれ単独かつ健全で、手堅い経営を維持してきた
。
ところが、不良債権処理問題が終息して以降都市銀行や地方銀行が新たな顧客の獲得攻勢に転じているほか、さらに2007年10月の郵政民営化によって発足された国内最大の金融機関「ゆうちょ銀行」の誕生によって危機感が高まってきたことから、両金庫とも信金業界としての生き残りを懸け、2006年末から合併による交渉を行い、2007年6月8日に、2008年5月を目処に対等な立場で合併をすることで合意したと発表し、その後2008年5月19日に合併を迎えた。
八戸信用金庫を存続金庫とし、名称を存続金庫名をそのまま継承することとした（合併の際に新金庫名について協議し、候補を選定されてきたが、合併にふさわしい名称が採用されず、存続金庫名の名称を引き継ぐこととなった）。さらに、預金残高が杜の都信用金庫（宮城県仙台市青葉区）を抜いて東北最大となったほか、貸付残高も東北の信金の中で2位に浮上することとなる。
当初、合併後は両信金とも店舗網の再編を行わないと発表されたが、2008年2月19日の十信側からのニュースリリースにおいて、十信稲生支店を統廃合の対象とすることが公表され、合併日当日をもって八信十和田営業部（旧：十信本店）に統合されることが決定した（これは十信側が合併以前から検討されたものであり、合併による統廃合であることではない）。これによって、八戸信金：23ヶ店（ローンプラザ1ヶ店を除く）・十和田信金：13ヶ店（1有人出張所を含む）の、合計36ヶ店体制となったが、十和田信金で行われてきた窓口営業時間延長については合併後は実施されないこととし、八戸信金の既存店舗と同様に平日9時から15時の取扱に統一された。
合併日当日、2009年度内を目処に、合併後としては初となる店舗網の統廃合を八戸市内の2店舗において行うことを打ち出した。その後2008年6月13日に行われた当金庫の総代会において、2009年3月頃を目処に小中野支店を湊支店に統合を行うと同時に、老朽化している湊支店の店舗を同支店敷地内において改築することを明らかにし、2009年3月9日付で統廃合が行われた。その他、八戸市内店舗の統廃合がもう1店も計画されているが、旧：十和田信金店舗を含めて今後検討される見込みとなっている。

### 八戸信金から「青い森信用金庫」へ
2009年11月9日に、八戸信用金庫はあおもり・下北の2信金と合併し、『青い森信用金庫』が発足した。

## 沿革
- 1922年12月 - 産業組合法に基づき、八戸鍛冶町信用組合を設立。
- 1939年6月 - 八戸信用組合に名称変更。
- 1951年10月 - 信用金庫法に基づく八戸信用金庫に改組。
- 2008年5月19日 - 十和田信用金庫と合併。
- 2009年11月9日 - あおもり・下北の2信用金庫と合併し、青い森信用金庫に改称。新金庫の本部・本店は八戸信金の本部・本店所在地に置かれる。

## 事業区域
- 八戸市・十和田市・三沢市・青森市・三戸郡全域と上北郡全域及び、東津軽郡のうち平内町並びに秋田県鹿角市のうちの十和田区域と鹿角郡小坂町の全域

## 店舗
八戸市内を中心に、上十三地域と三戸郡五戸町を合わせて全35ヶ店（1有人出張所を含み、ローンプラザ1ヶ店は除く）にて展開している。
※3桁の数字は店舗コード。001は、本部に割り当てられている。
八戸市
- 本店（八日町）：002
  - ローンプラザ（本店隣の別館内）
- 湊支店（小中野八丁目）：003
- 鍛冶町支店（類家字縄手下）：004
- 白銀支店（白銀町字三島上）：005
- 鮫支店（鮫町字住吉町）：006
- 廿三日町支店（廿三日町）：007（旧：新荒町支店）
- むつ湊支店（湊町字久保）：009
- 桔梗野支店（市川町字桔梗野）：010
→2009年11月9日より、合併に伴い「八戸桔梗野支店」に改称された
（あおもり信金に桔梗野支店(弘前市)が既にあったため、重複する事から改称に至った。
なお、あおしんの桔梗野支店は、「弘前桔梗野支店」となった）
- 類家支店（小中野二丁目）：012
- 沼館支店（沼館一丁目）：013

- 根城支店（根城五丁目）：014 ※：事務センター併設
- 八戸駅通支店（尻内町字八百刈）：015（旧：尻内支店）
- 河原木支店（下長四丁目）：016
- 中居林支店（中居林字平）：018
- 新井田支店（新井田字山道）：020
- 大杉平支店（糠塚字大杉平）：021
- 大久保支店（大久保字沢目）：022
- 本八駅前支店（城下一丁目）：023
- 湊高台支店（湊高台五丁目）：025
- 南類家支店（南類家二丁目）：026
- 下長支店（長苗代二丁目）：027

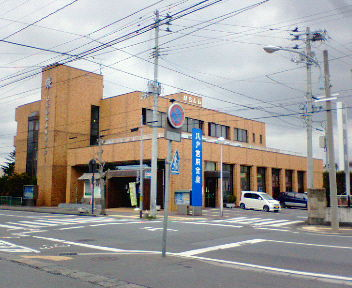
根城支店：事務センターも置かれている。
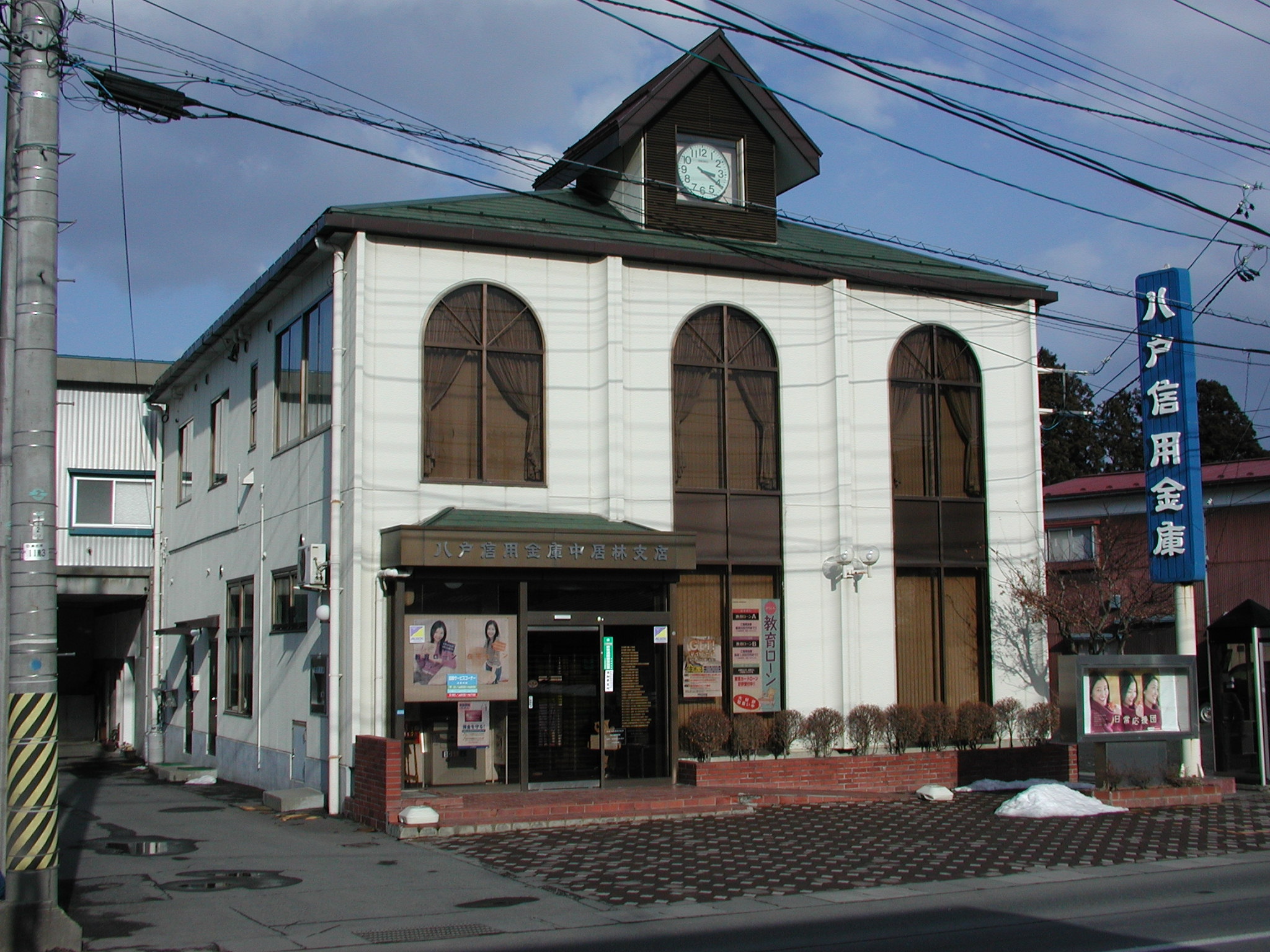
中居林支店：時計台をモチーフにしている。
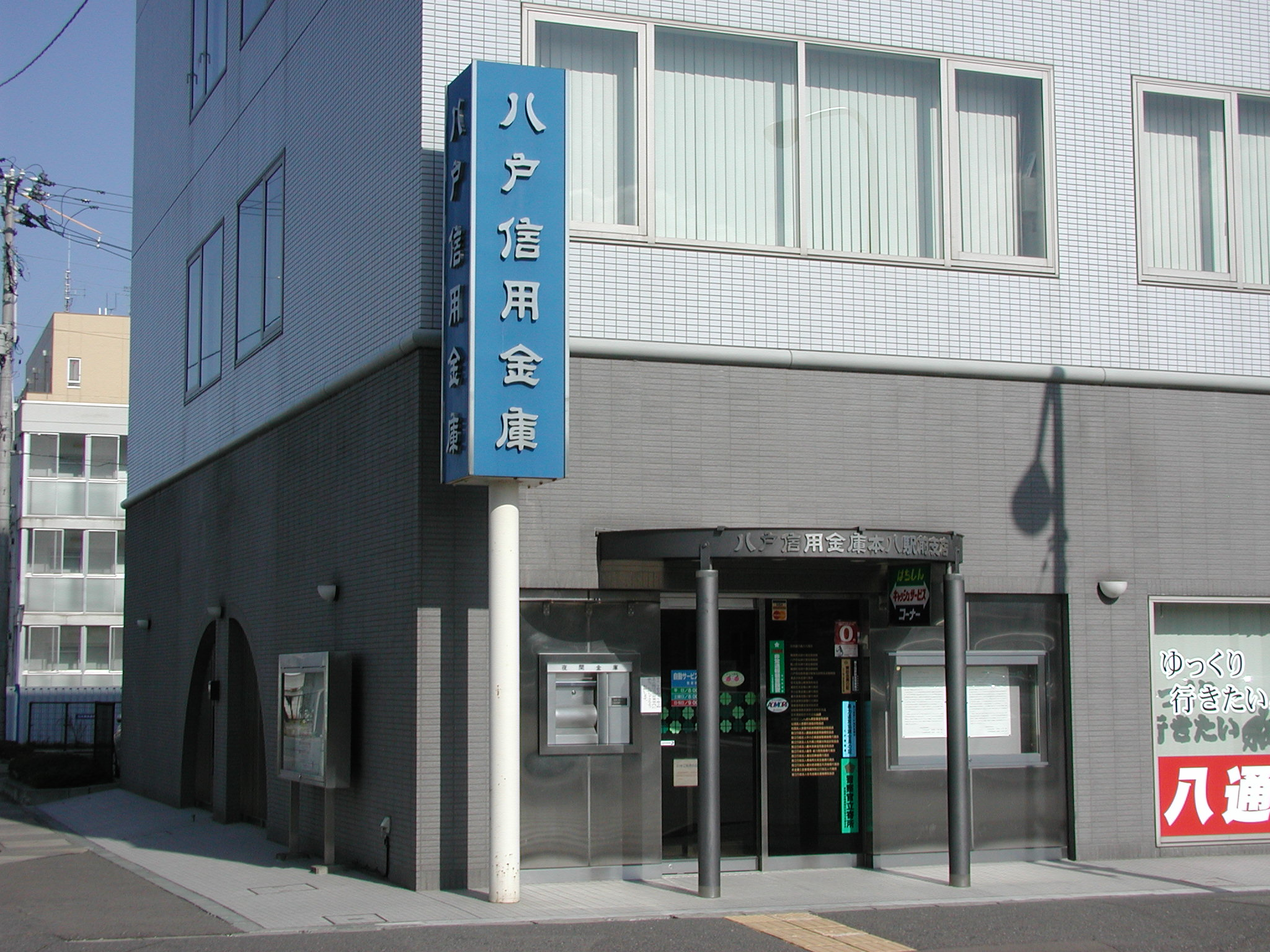
本八駅前支店：同信金唯一のテナントビル内に入居している店舗。
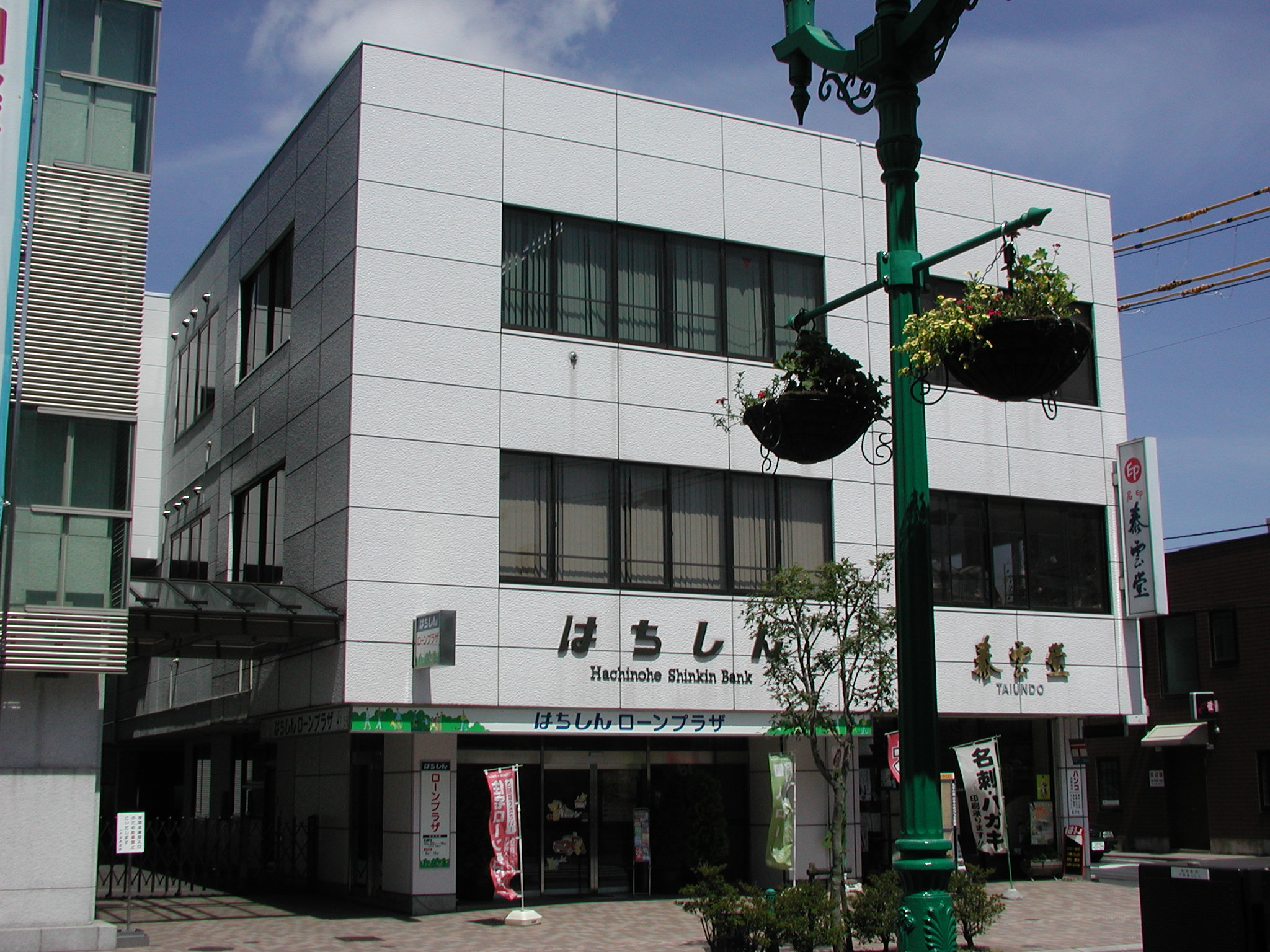
ローンプラザ：本店隣の別館の左側に置かれている。

十和田市
- 十和田営業部（西三番町）：028（旧名称：十和田信金本店/旧店番：012）
- 十和田湖町支店（奥瀬字中平）：034（旧名称：十和田信金十和田湖町支店/旧店番：018）
合併後の2009年11月24日、十和田営業部へ統合
- 北園支店（西一番町）：035（旧名称：十和田信金北園支店/旧店番：020）
- 穂並支店（西四番町）：036（旧名称：十和田信金穂並支店/旧店番：021）
- 大学通支店（東十二番町）：037（旧名称：十和田信金大学通支店/旧店番：022）

三沢市
- 三沢支店（桜町一丁目）：029（旧名称：十和田信金三沢支店/旧店番：013）

三戸郡
- 五戸支店（五戸町上大町）：008

上北郡
- 七戸支店（七戸町字七戸）：030（旧名称：十和田信金七戸支店/旧店番：014）
- 野辺地支店（野辺地町字野辺地）：031（旧名称：十和田信金野辺地支店/旧店番：015）
- 六戸支店（六戸町大字犬落瀬）：032（旧名称：十和田信金六戸支店/旧店番：016）
- 東北町支店（東北町字上笹橋）：033（旧名称：十和田信金東北町支店/旧店番：017）
- おいらせ支店（おいらせ町中下田）：038（旧名称：八戸信金下田支店←十和田信金下田支店/旧店番：023）
  - おいらせ町役場分庁舎出張所（おいらせ町上明堂）：店番なし（母店であるおいらせ支店の店番を使用）[4]
- 青葉支店（おいらせ町青葉五丁目）：039（旧名称：十和田信金青葉支店/旧店番：025）

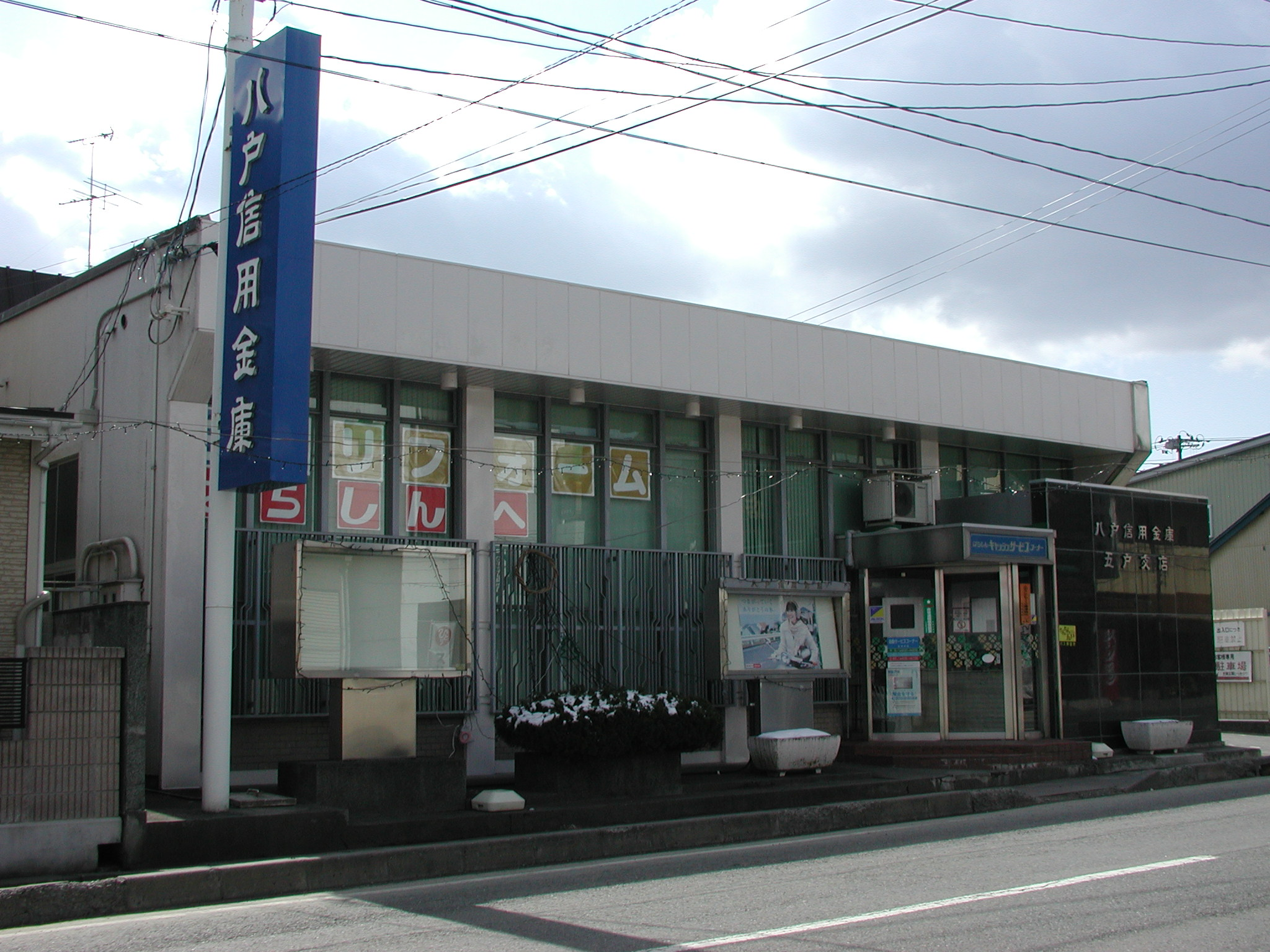
五戸支店：合併前までは同信金唯一の八戸市外にある店舗だった。
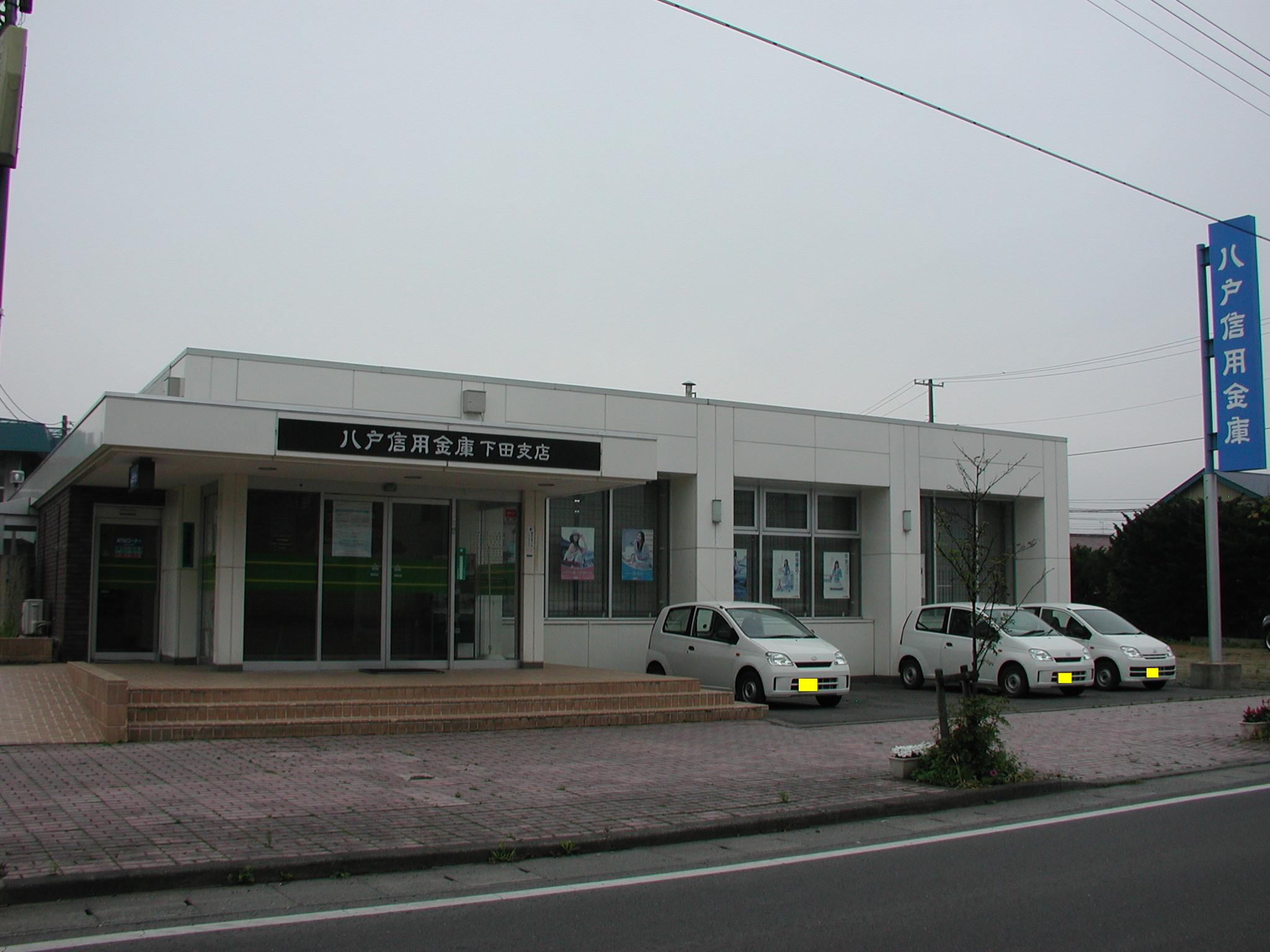
おいらせ支店（撮影当時：下田支店）
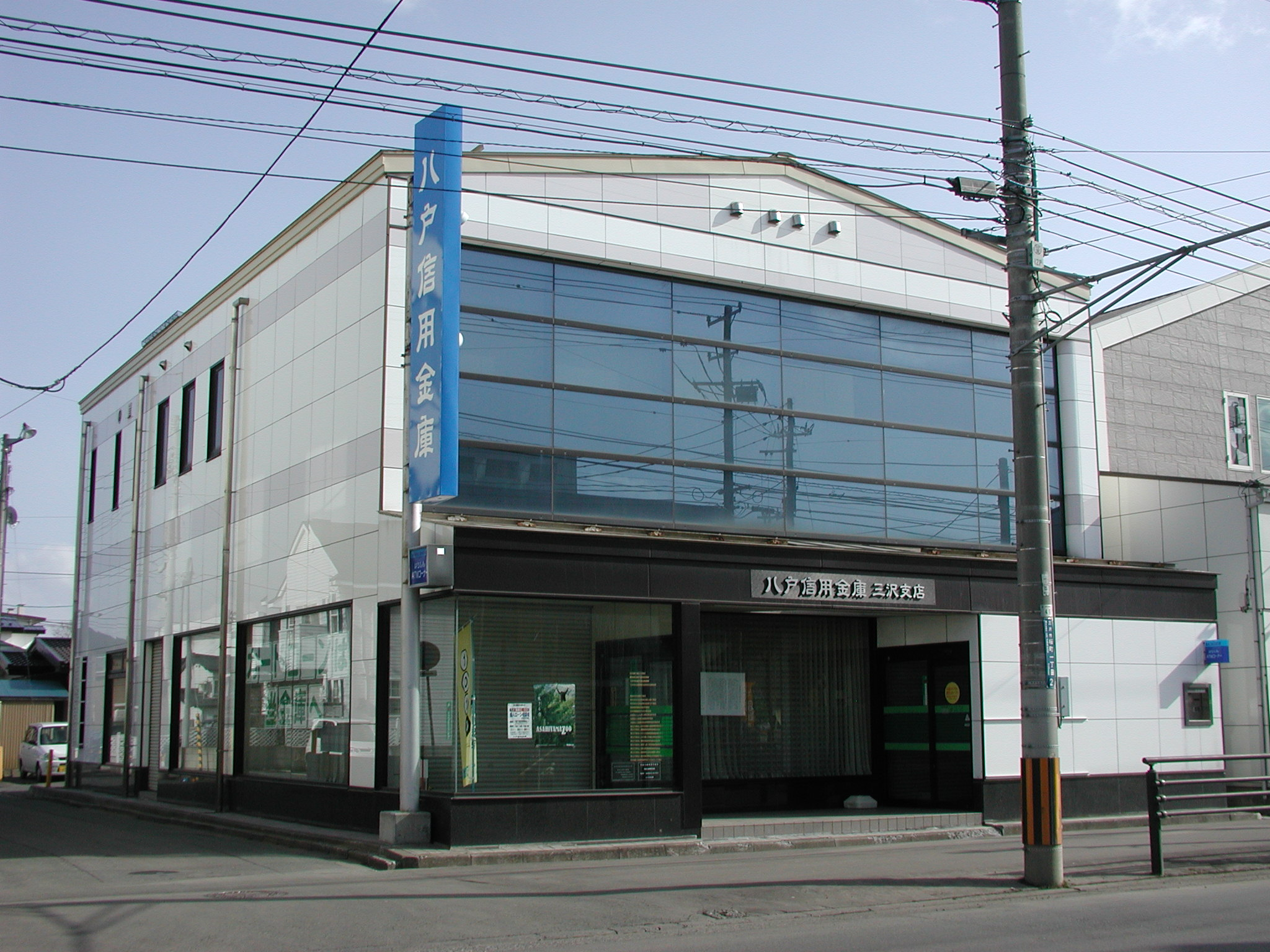
三沢支店
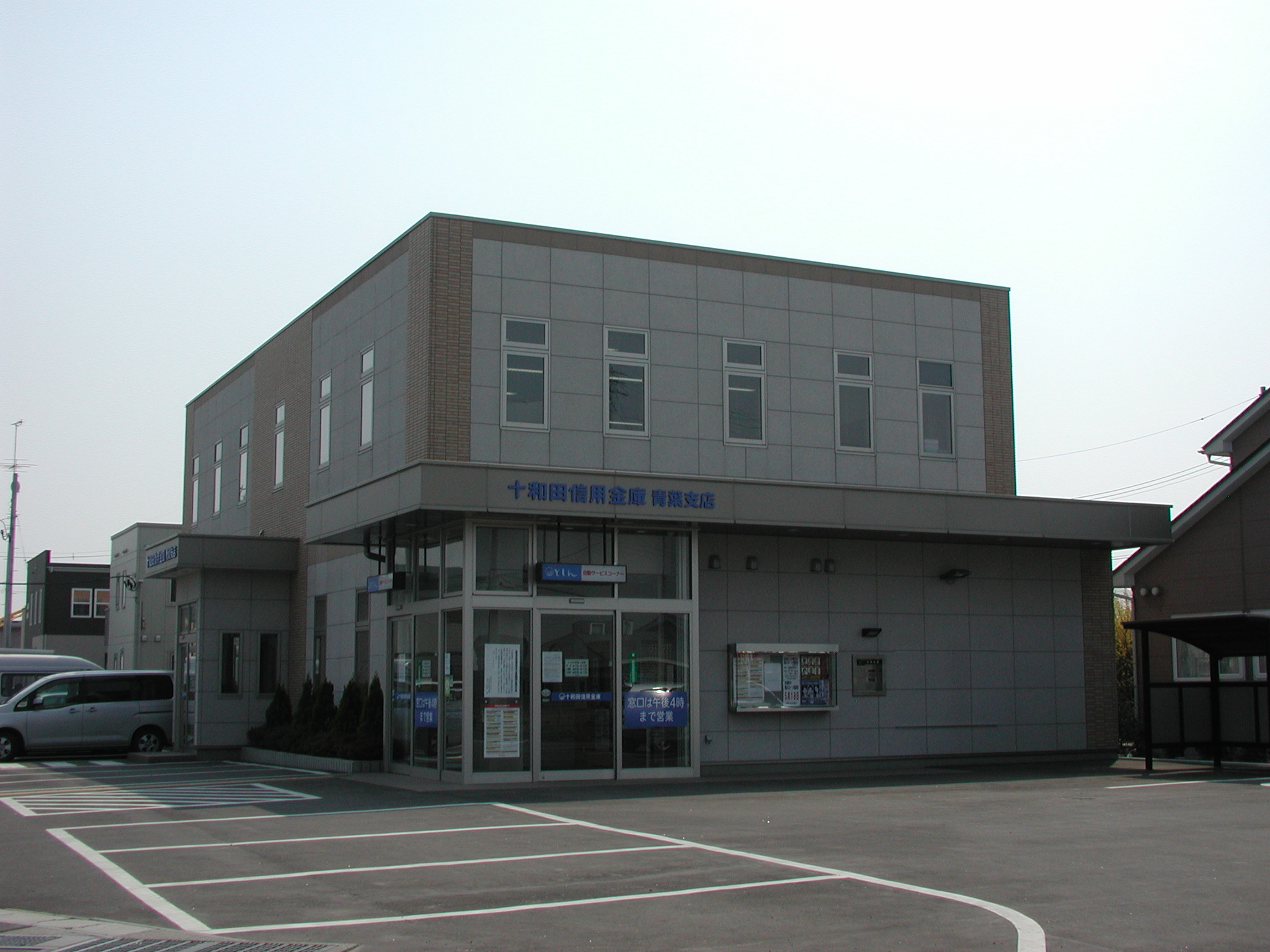
青葉支店（十信時代の画像）：十信としては最後の一般店舗の出店である。

かつて存在した店舗
※：八戸信金所轄店舗のみ記載。
- 山手支店：011（白銀支店と統合・山手側に新築された新店舗へ移転）
- 十三日町支店：017（新荒町支店と統合・移転し、廿三日町支店に改称）
- ユートリー支店：024（八戸駅通支店へ統合）
- 小中野支店（小中野四丁目）：019（2009年3月6日の営業をもって終了し、同年3月9日付けで湊支店へ統合）

## キャラクター
同金庫のオリジナルキャラクターとして、「ハッシー」と「ルッシー」を採用している。

## totoの払い戻し店
スポーツ振興くじ(toto)当選券の払い戻しは次の店舗でのみ取り扱う。
- 本店
- 八戸駅通支店
- 湊高台支店
- 十和田営業部
- 三沢支店

## 合併後の対応
- 青い森信用金庫となった以降、桔梗野支店が「八戸桔梗野支店」（あおもり信金の桔梗野支店(弘前市)と区別するため）に改称された以外、金庫名のみの変更となった。